# 英王乔治五世级战列舰 (1911年)
英王乔治五世级战列舰是英国建造的一种战列舰。
同级舰：

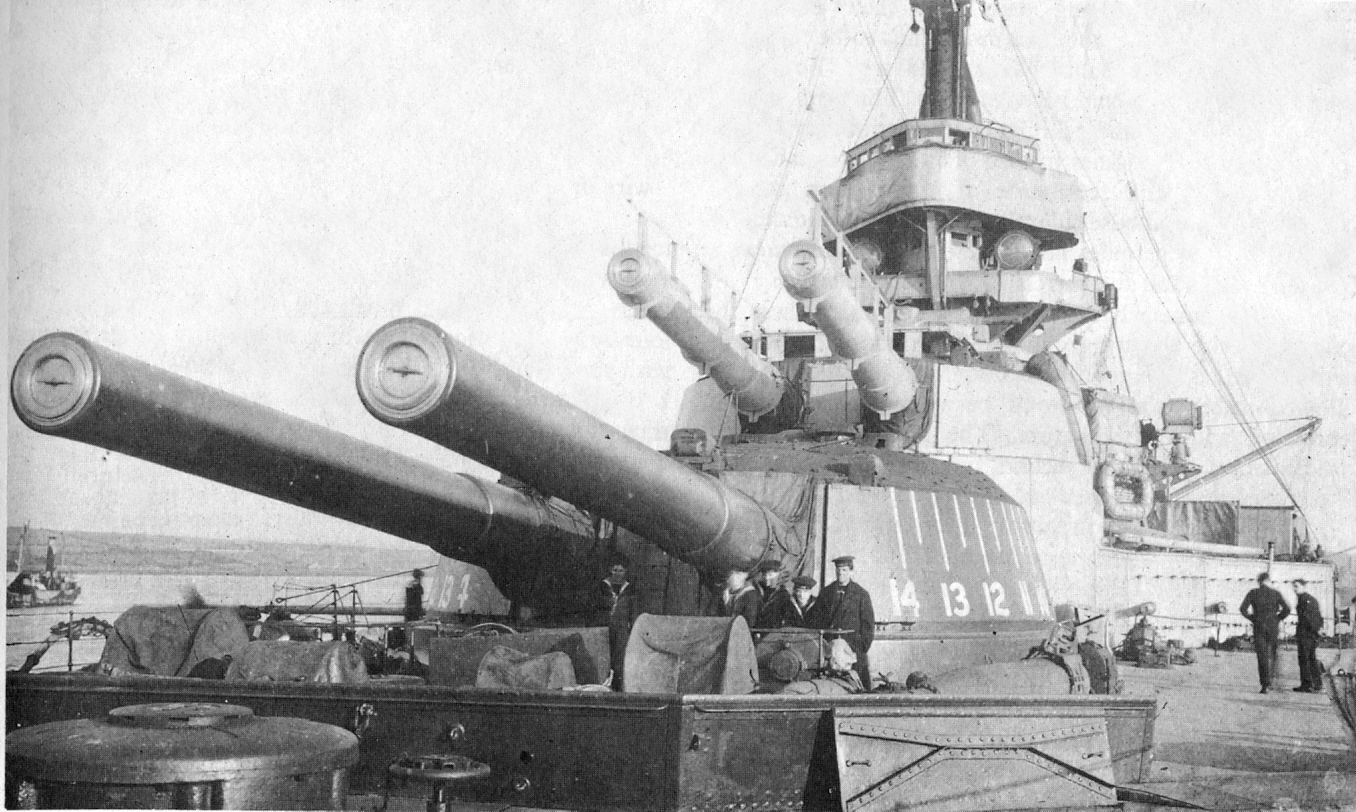
埃阿斯号两座安装13.5英寸口径舰炮的前主炮塔

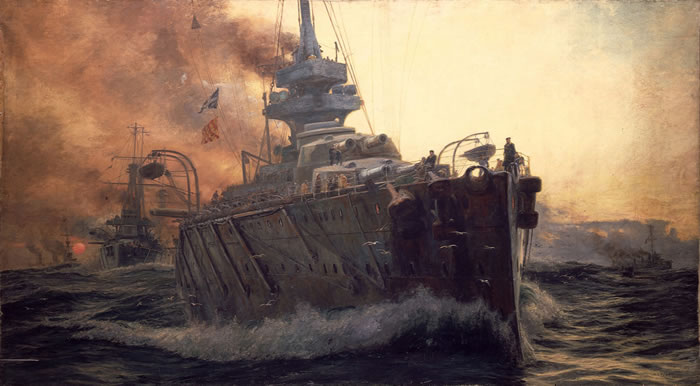
英王喬治五世號油畫

- 英王乔治五世号(HMS King George V)
- 百夫长号(HMS Centurion)
- 大胆号(HMS Audacious)
- 埃阿斯号(HMS Ajax)

## 战舰概貌
英王乔治五世级是俄里翁級戰艦的渐改型，1911年1月开工。排水量比俄里翁级稍大，在防护设计方面做了一些修改，舰艏Ａ炮塔和舰艉Ｙ炮塔之间的上部装甲构成连续防护区域，加强副炮防护装甲，并改变主桅位置，三脚主桅挪到前部烟囱之前，改善通观性能。

## 服役历程
第一次世界大战爆发前夕1914年6月23日至30日由本级舰编成的第二战列舰分舰队访问了德国海军的基尔港，这次访问被称为“基尔週”。
在第一次世界大战中，大胆号于1914年10月出港训练时在爱尔兰以北海域触雷后拖曳无效倾覆沉没。其余乔治五世国王级战列舰被编入第二战列舰队第一分队参加了日德兰海战。
战争结束后，根据华盛顿海军条约的规定，为给纳尔逊级战列舰的建造留出吨位空额而全部报废。百夫长号1927年作为靶舰，第二次世界大战中又作为新的“英王乔治五世”号的假目标，最后在诺曼底战役中作为阻塞船凿沉。

## 性能数据
- 排水量：标准排水量23300吨；满载排水量25700吨
- 外形尺寸（长/宽/吃水）：182米/27米/8.8米
- 主机功率27000轴马力；最高速度：21节；续航力：4,060海里/18节
- 武备：10门双联装13.5英寸/45倍径主炮，16座单装4英寸/50倍径副炮，3座21英寸水下鱼雷管
- 装甲（英寸）：侧舷装甲带(最大)12，甲板4，炮塔(正面)11，炮座10，指挥塔11
- 舰员：752人